# 羽状江珧
羽状江珧（学名：Atrina penna），是贻贝目江珧蛤科曲江珧蛤属的一种。主要分布于中国大陆，常栖息在潮下带70米左右。